# Feud (série télévisée)
Pour les articles homonymes, voir Feud.
Feud ou Rivalité (au Québec) est une série télévisée d'anthologie américaine en huit épisodes de 42 minutes créée par Ryan Murphy, Jaffe Cohen et Michael Zam et produite par Murphy, Tim Minear et Dede Gardner.
La première saison a été co-produite par les deux actrices principales Susan Sarandon et Jessica Lange, et diffusée du 5 mars au 23 avril 2017 sur FX.
Elle a été diffusée en France et au Québec. La première saison est disponible sur le catalogue de Star sur Disney+ depuis le 23 février 2021 et la seconde saison sur Canal+ depuis le 1er février 2024.
Commandée par la chaîne américaine FX, en mai 2016, la série met en scène des rivalités célèbres.
Le 28 février 2017, la série est renouvelée pour une deuxième saison composée de dix épisodes, mais est par la suite annulée. En avril 2022, la production d'une seconde saison est finalement officialisée. Cette dernière traitera de la querelle qui a opposé l'écrivain Truman Capote à plusieurs femmes new-yorkaise d'influence dans les années 1970. Le 5 décembre 2023, Ryan Murphy annonce sur son compte Instagram que la deuxième saison sera diffusée le 31 janvier 2024 sur la chaîne FX.

## Synopsis

### Saison 1:Feud: Bette et Joan

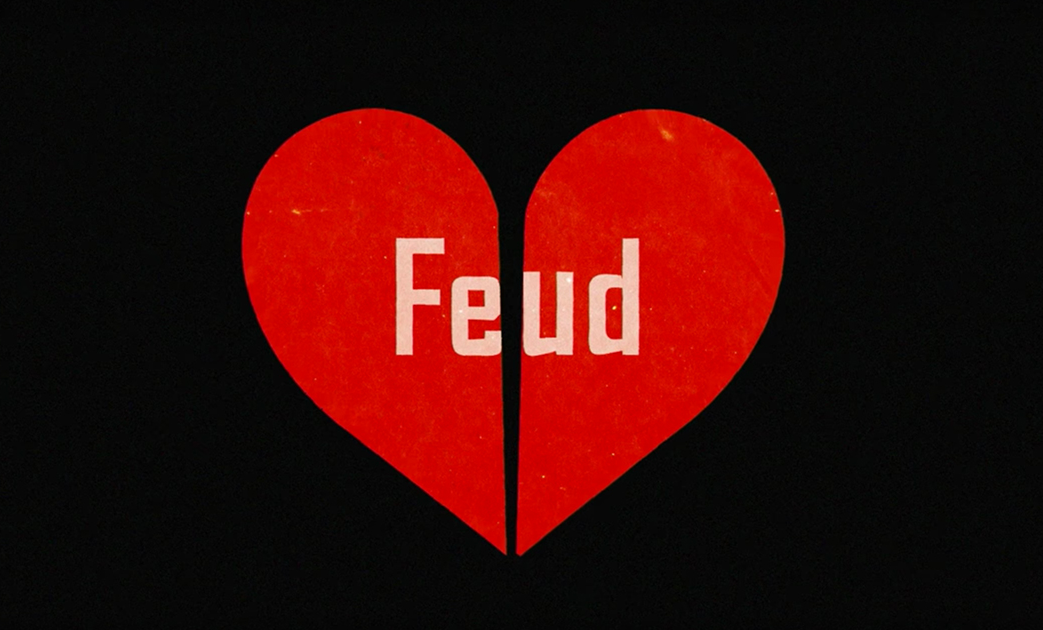
Logo de la saison 1.

La première saison, intitulée Bette et Joan (Bette and Joan), se penche sur la rivalité opposant les actrices Bette Davis (Susan Sarandon) et Joan Crawford (Jessica Lange) sur le tournage du film Qu'est-il arrivé à Baby Jane ? (1962). Derrière la bataille qui oppose les deux actrices, on observe deux profils. Joan Crawford est l'incarnation du glamour, issue d'un milieu modeste et sans formation scénique elle offre une image bien plus édulcorée que Bette Davis, qui à l'opposé vient du théâtre, d'un milieu plus aisé et dont l'image ne se cantonne pas aux carcans de la beauté hollywoodienne. Des formations et des milieux qui diffèrent, l'une glorifiée pour sa beauté, l'autre pour son jeu et son talent. La série décide également d'explorer le sexisme, la misogynie et l'âgisme à Hollywood. Le script se base sur le livre Best Actresses de Jaffe Cohen et Michael Zam, ainsi que sur Bette and Joan: The Divine Feud, sorti en 2000 et écrit par Shaun Considine.

### Saison 2:Les Trahisons de Truman Capote
La deuxième saison est centrée sur la rivalité entre le célèbre écrivain Truman Capote et plusieurs de ses amies - qu'il appelait ses "cygnes" - en publiant un roman intitulé La Côte Basque 1965 dans Esquire en 1975. 

## Distribution

### Bette et Joan(Bette & Joan)

#### Acteurs principaux
- Jessica Lange (VF : Micky Sebastian) : Joan Crawford
- Susan Sarandon (VF : Béatrice Delfe) : Bette Davis
- Judy Davis (VF : Marie Lenoir) : Hedda Hopper
- Jackie Hoffman (VF : Carole Franck) : Mamacita, la gouvernante de Joan Crawford
- Alfred Molina (VF : Gabriel Le Doze) : Robert Aldrich
- Stanley Tucci (VF : Pierre-François Pistorio) : Jack Warner
- Alison Wright (VF : Natacha Muller) : Pauline Jameson, l'assistante d'Aldrich

#### Acteurs récurrents
- Catherine Zeta-Jones (VF : Rafaèle Moutier) : Olivia de Havilland
- Kathy Bates (VF : Denise Metmer) : Joan Blondell
- Kiernan Shipka (VF : Claire Baradat) : B. D. Merrill, la fille de Bette Davis
- Dominic Burgess (VF : Jean-Jacques Nervest) : Victor Buono
- Reed Diamond (VF : Arnaud Arbessier) : Peter, le dernier amour de Joan Crawford
- Joel Kelley Dauten (VF : Antoine Fleury) : Adam Freedman, un réalisateur de documentaires
- Molly Price (VF : Déborah Perret) : Harriet Aldrich
- Ken Lerner (VF : Gilbert Lévy) : Marty, l'agent de Joan Crawford

#### Personnages historiques
- Mark Valley : Gary Merrill
- Jake Robards : Patrick O'Neal
- Toby Huss : Frank Sinatra
- Taylor Coffman : Lee Remick
- Sarah Paulson (VF : Rachel Ruello) : Geraldine Page
- Cash Black (VF : David Dos Santos) : Rip Torn
- Serinda Swan : Anne Bancroft
- Paris Verra : Patty Duke
- Phillip Boyd : Maximilian Schell
- Anthony Crivello : David Lean
- Bryant Boon : Gregory Peck
- John Waters (VF : Mario Pecqueur) : William Castle
- Earlene Davis : Agnes Moorehead
- Matthew Glave : Joseph Cotten
- John Rubinstein : George Cukor
- Tom Berklund : Fred MacMurray
- Andy DiMino : Dean Martin
- Kris Black : Cliff Robertson
- Cameron Dye : Don Bachardy
- James Hawthorn : Bruce Dern
- Charlie Schlatter : Monte Westmore
- John Ducey : Jack Paar
- Gigi Edgley : Joyce Haber
- Lizz Carter : Margaret Leighton
- David A. Kimball (VF : Mario Pecqueur) : Freddie Francis
- Eric Callero : Jack Lord
- Melissa Russell : Diane Baker
- Kerry Stein : Louis B. Mayer
- Scott Vance : Michael Curtiz
- Salvator Xuereb : Vincent Price
- Cameron Cowperthwaite (VF : Antoine Fleury) : Michael Parks
- Lindsay Hanzl : Eva Marie Saint
- Daniel Hagen : Michael Luciano
- Louis B. Jack : Ed Begley
- Anthony Tyler Quinn : Wendell Corey
- Darren Keefe Reiher : Anthony Harvey
- Alisha Soper (VF : Nina Broniszewski-Madre) : Marilyn Monroe
- Greg Winter : Robert Stack
- Raymond J. Barry : Hal LeSueur, le frère de Joan
- Jon Morgan Woodward : Al Steele, le dernier mari de Joan
- Dean Francois : John Drew Barrymore (non crédité)
- Matt Gulbranson : Ernest Haller (non crédité)

#### Version française
- Société de doublage : VF Productions
- Direction artistique : Vincent Violette
- Adaptation des dialogues : Sabrina Boyer, Tim Stevens & Thibault Longuet

 Source et légende : version française (VF) sur RS Doublage

### Les Trahisons de Truman Capote(Feud: Capote vs The Swans)

#### Acteurs principaux
- Tom Hollander (VF : Arnaud Arbessier) : Truman Capote
- Naomi Watts (VF : Hélène Bizot) : Babe Paley
- Chloë Sevigny (VF : Gaëlle Savary) : C. Z. Guest
- Calista Flockhart (VF : Natacha Muller) : Lee Radziwill
- Diane Lane (VF : Martine Irzenski) : Slim Keith
- Molly Ringwald (VF : Juliette Degenne) : Joanne Carson
- Demi Moore (VF : Marie Vincent) : Ann Woodward
- Treat Williams (VF : Stefan Godin) : William S. Paley
- Joe Mantello : Jack Dunphy
- Jessica Lange (VF : Béatrice Delfe) : Lillie Mae Faulk

## Production
En janvier 2017, FX Networks met en ligne la première bande-annonce, nommée Invitation, qui recrée une scène culte du film Qu'est-il arrivé à Baby Jane ?, suivi quelques jours plus tard par un deuxième extrait nommé Hollywood Drive, où l'on voit les voitures de Davis et Crawford à l'entrée des Studios Universal. Le magazine Entertainment Weekly dévoile quant à lui les premières images en exclusivité et consacre même sa couverture du 23 janvier à la série en mettant en scène Sarandon et Lange dans la peau de leurs personnages,.
Lors du Super Bowl, deux autres bandes-annonces sont dévoilées : Stars et Fight, montrant les deux actrices principales. On peut y avoir notamment l'actrice Catherine Zeta-Jones dans la peau d'Olivia de Havilland. En février, le générique d'ouverture du premier épisode est révélé. La bande annonce complète sort quelque temps après.
Le 28 février 2017, FX renouvelle la série pour une deuxième saison de dix épisodes qui devait se centrer sur la relation entre le prince Charles et sa première épouse, Diana Spencer.
Le 3 août 2018, FX annonce l'abandon de cette seconde saison. En novembre 2019, Ryan Murphy confirme que Feud est à l'arrêt, Murphy étant trop occupé par le développement de ses productions à destination du service Netflix.
La deuxième saison est finalement officialisée en avril 2022. Les acteurs Naomi Watts, Chloë Sevigny, Tom Hollander, Calista Flockhart et Diane Lane incarneront les personnages principaux. En septembre 2022, l'actrice Demi Moore rejoint la distribution de la saison 2 dans le rôle d'Ann Woodward.

## Épisodes

### Bette et Joan(2017)
1. Deux stars sous les projecteurs (Pilot)
2. Meilleures Ennemies (The Other Woman)
3. Vengeances (Mommie Dearest)
4. Espoirs déçus (More, or Less)
5. Les Statuettes de 1963 (And the Winner Is… (The Oscars of 1963))
6. Grandeur et Décadence (Hagsploitation)
7. Une femme seule (Abandoned!)
8. Les icônes se cachent pour mourir (You Mean All This Time We Could Have Been Friends?)

### Les Trahisons de Truman Capote(2024)
1. Pilot (Pilot)
2. Garder son sang-froid (Ice Water in Their Veins)
3. Le bal masqué de 1966 (Masquerade 1966)
4. L'impossible (It's Impossible)
5. La vie secrète des cygnes (The Secret Inner Lives of Swans)
6. Des chapeaux, des gants et des homosexuels en disgrâce (Hats, Gloves and Effete Homosexuals)
7. Magnifique Babe (Beautiful Babe)
8. Le fantasme d'une absolution (Phantasm Forgiveness)

## Accueil

### Accueil critique
La série est acclamée par la critique aux États-Unis. Sur le site d’agrégation de critiques Rotten Tomatoes, la série a un taux d'approbation de 89 %, basé sur 73 critiques, avec une note générale de 8,1/10. Sur le consensus du site, on peut y lire : « Avec théâtralité et une indulgence sucrée, Feud: Bette and Joan fournit une compréhension poignante d'humanité, de peine et de douleur, tout en alimentant des esprits curieux, affamés de commérages ».
Sur le site Metacritic, la série obtient un score de 81/100, basé sur 44 critiques, indiquant « éloges universels ».

## Distinctions

### Nominations
- Emmy Awards 2017 :
  - Meilleure mini-série
  - Meilleure actrice pour Jessica Lange
  - Meilleure actrice pour Susan Sarandon
  - Meilleur acteur dans un second rôle pour Alfred Molina
  - Meilleur acteur dans un second rôle pour Stanley Tucci
  - Meilleure actrice dans un second rôle pour Judy Davis
  - Meilleure actrice dans un second rôle pour Jackie Hoffman
  - Meilleure réalisation pour Ryan Murphy (épisode 5)
  - Meilleur scénario pour Ryan Murphy, Jaffe Cohen et Michael Zam (épisode 1)
  - Meilleur scénario pour Ryan Murphy (épisode 5)

- Golden Globes 2018 :
  - Meilleure mini-série
  - Meilleure actrice dans une mini-série pour Jessica Lange
  - Meilleure actrice dans une mini-série pour Susan Sarandon
  - Meilleur acteur dans un second rôle dans une mini-série pour Alfred Molina
- Golden Globes 2025 : Meilleure actrice dans une mini-série ou un téléfilm pour Naomi Watts